# Hraniční vrch
Szewczyk  czes.  Hraničný vrch – wzniesienie graniczne  o wysokości  752 m n.p.m. w  Górach Złotych w Sudetach Wschodnich, leżące na granicznym grzbiecie Gór Złotych, oddzielającym Polskę od Czech.

## Położenie
Wzniesienie graniczne, położone w południowo-zachodniej części Gór Złotych, częściowo na terenie Śnieżnickiego Parku Krajobrazowego na granicy polsko-czeskiej. Wznosi się między Przełęczą Gierałtowską po południowo-wschodniej a wzniesieniem: Czernik czes. (Černý vrch) po północno-zachodniej stronie i Roveň po północnej stronie, około 1,4 km, na północ od centrum miejscowości Nowy Gierałtów.

## Fizjografia
Wzniesienie w głównym grzbiecie granicznym o kopulastym kształcie z mało wyrazistym wierzchołkiem oraz nieregularnej rzeźbie i ukształtowaniu o stromych zboczach. Południowe zbocze ostro opada w kierunku doliny Górnej Białej Lądeckiej. Zachodnie grzbietowe zbocze opada wzdłuż granicy w kierunku niewielkiego siodła (685 m n.p.m.) które oddziela go od wzniesienia Czernik czes Černý vrch 832 m n.p.m. Południowo-wschodnie grzbietowe zbocze nieznacznie opada wzdłuż granicy do Przełęczy Gierałtowskiej (685 m n.p.m.), która wyraźnie podkreśla wzniesienie od południowo-wschodniej strony. Północno-wschodnie zbocze bardzo łagodnie  opada w kierunku wyższego wzniesienia Roveň 778 m n.p.m.. Wzniesienie zbudowane ze skał metamorficznych, należących do jednostki geologicznej metamorfiku Lądka i Śnieżnika głównie z gnejsów gierałtowskich, fyllitów i amfibolitów oraz łupków krystalicznych. Zbocza wzniesienia pokrywa niewielka warstwa młodszych osadów glin, żwirów, piasków i lessów z okresu zlodowaceń plejstoceńskich i osadów powstałych w chłodnym, peryglacjalnym klimacie. Cała powierzchnia wzniesienia porośnięta jest w większości naturalnym lasem mieszanym regla dolnego, a w partiach szczytowych świerkowym regla górnego z niewielką domieszką drzew liściastych. Wzniesienie pod koniec XX wieku dotknęły zniszczenia wywołane katastrofą ekologiczną w Sudetach. Położenie wzniesienia oraz kształt czynią wzniesienie rozpoznawalnym w terenie tylko od strony wschodniej. Wzniesienie od pozostałych stron otoczone jest wyższymi wzniesieniami: od strony zachodniej Černý vrch 832 m n.p.m., od strony północnej Vàbny 577 m n.p.m., od północnego wschodu Roveň 778 m n.p.m. a od południowego zachodu wzniesienie o wysokości 762 m n.p.m.  Wzniesienie w przeszłości nosiło nazwę:Schusterberg, Hranični vrch, Szew.

## Ciekawostki
- Zbocza wzniesienia porasta fragment naturalnego lasu mieszanego będące pozostałością gęstej puszczy, w pobliżu jego górnej granicy występuje skarłowaciały starodrzew[2].
- Przez wzniesienie przechodzi dział wodny III rzędu.
- U wschodniego podnóża w przeszłości rozciągała się nieistniejąca obecnie osada Hraničky[5][2].
- Na szczycie wzniesienia na stoi główny znak graniczny (słupek graniczny) nr III/28[6] od którego następuje załamanie granicy państwowej.
- Przez wzniesienie wzdłuż granicy państwa przebiega granica Śnieżnickiego Parku Krajobrazowego, południowe zbocze wzniesienia od linii granicy położone jest na obszarze parku[4].

## Turystyka
Południowym zboczem poniżej szczytu prowadzi szlak turystyczny:
- zielony - prowadzący przez Borówkową, zamek Karpień na Śnieżnik i dalej.

Wschodnim zboczem poniżej szczytu prowadzi szlak:
- czerwony - prowadzący przez Žulová do Javorník i dalej.